# Florian Feliks Świeżyński
Florian Feliks Świeżyński (ur. 18 maja 1870 w Strykowicach Dolnych, zm. 24 listopada 1938 w Wilnie) – polski lekarz otolaryngolog i działacz oświatowy, pułkownik lekarz Wojska Polskiego.

## Życiorys
Urodził się 18 maja 1870 w Strykowicach Dolnych, w ówczesnym powiecie kozienickim guberni radomskiej, w rodzinie Rajmunda i Marii z Olszowskich. Ukończył gimnazjum w Radomiu, a w 1893 roku Wydział Lekarski Cesarskiego Uniwersytetu Warszawskiego. Wiedzę pogłębiał w Pradze i Berlinie. W 1896 roku osiadł w Wilnie, gdzie rozpoczął praktykę. Był jednym  z założycieli wileńskiego „Sokoła” i zwierzchnikiem Towarzystwa Oświaty Narodowej na Litwę.
W 1914 roku został powołany do wojska rosyjskiego. W 1917 roku pełnił obowiązki starszego lekarza I Korpusu Polskiego w Rosji. W czerwcu 1918 roku powrócił do Wilna. Jako podpułkownik był jednym z organizatorów Samoobrony Wileńskiej, będąc szefem sanitarnym tej organizacji.
1 czerwca 1921 roku pełnił służbę w Szpitalu Wojskowym w Wilnie, a jego oddziałem macierzystym była wówczas Kompania Zapasowa Sanitarna Nr 3. 3 maja 1922 roku został zweryfikowany w stopniu pułkownika ze starszeństwem z dniem 1 czerwca 1919 roku i 61. lokatą w korpusie oficerów sanitarnych, w grupie lekarzy. Od 1922 roku pełnił służbę Szpitalu Okręgowym Nr III w Wilnie na stanowisku ordynatora, pozostając oficerem nadetatowym 3 Batalionu Sanitarnego w Grodnie. W marcu 1926 roku został przesunięty ze stanowiska komendanta Szpitala Obozu Warownego „Wilno” na stanowisko starszego ordynatora. Z dniem 1 marca 1927 roku został mu udzielony dwumiesięczny urlop z zachowaniem uposażenia, a z dniem 30 kwietnia 1927 roku został przeniesiony w stan spoczynku.
Doktoryzował się w 1928 roku. Był członkiem Akcji Katolickiej, członkiem Rady Nadzorczej Wileńskiej Macierzy Szkolnej, wiceprezesem Towarzystwa Lekarskiego, członkiem sądu Izby Lekarskiej, członkiem honorowym Stowarzyszenia Lekarzy Polaków, wiceprezesem Sekcji Wileńskiej Polskiego Towarzystwa Otolaryngologicznego, członkiem Zjednoczenia Lekarzy-Katolików, członkiem stowarzyszenia „Chleb dzieciom”.
W 1934 roku pozostawał w ewidencji Powiatowej Komendy Uzupełnień Wilno Miasto. Posiadał przydział do Kadry Zapasowej 3 Szpitala Okręgowego w Grodnie.

## Ordery i odznaczenia
- Krzyż Walecznych
- Medal Niepodległości – 16 marca 1937 „za pracę w dziele odzyskania niepodległości”[8][1][9]
- Medal Zwycięstwa – 10 września 1927[10]